# Zuleinny Rodríguez
Zuleinny Rodríguez Trujillo (* 25. Mai 2001) ist eine kolumbianische Rollstuhltennisspielerin.

## Karriere
Zuleinny Rodríguez wurde mit einer Fehlbildung der unteren Extremitäten geboren. Als sie ein Jahr alt war, wurden ihre Unterschenkel amputiert, mit drei hatte sie gelernt, mit zwei Prothesen zu laufen. Mit 13 begann sie, Sport zu treiben. Nach Schwimmen und Rollstuhlbasketball kam sie im Alter von 15 Jahren zum Rollstuhltennis. Im Januar 2019 war sie die Vierte der Juniorenweltrangliste. Sie hat mehrere Turniere niedrigerer Kategorie im Einzel oder Doppel gewonnen, ihr bevorzugter Belag ist Sandplatz.
Rodríguez spielte mehrfach für Kolumbien beim World Team Cup.
Bei den Sommer-Paralympics 2024 in Paris verlor sie im Einzel in der ersten Runde gegen die Chilenin Macarena Cabrillana, im Doppel trat sie an der Seite von Angélica Bernal an. In ihrem Erstrundenmatch gegen die Französinnen Ksénia Chasteau und Pauline Déroulède lagen sie im Match-Tie-Break schon 7:9 hinten, konnten aber die Matchbälle abwehren und das Spiel noch gewinnen. Im Viertelfinale verloren sie in zwei Sätzen gegen das chinesische Doppel Guo Luoyao und Wang Ziying.
Zuleinny Rodríguez hat als Model gearbeitet und betreibt mit ihrer Familie einen Schnellimbiss in Cali. Dort hat sie auch Kommunikationswissenschaften und Journalismus an der Universidad Autónoma de Occidente studiert.